# 2011 UT411
2011 UT411, também escrito como 2011 UT411, é um corpo menor que está localizado no disco disperso, uma região do Sistema Solar. Ele possui uma magnitude absoluta de 7,5 e tem um diâmetro estimado com cerca de 139 km.

## Descoberta
2011 UT411 foi descoberto no dia 26 de maio de 2011 pelo astrônomo M. Alexandersen.

## Órbita
A órbita de 2011 UT411 tem uma excentricidade de 0,409 e possui um semieixo maior de 55,701 UA. O seu periélio leva o mesmo a uma distância de 32,938 UA em relação ao Sol e seu afélio a 78,463 UA.